# Чинчон
Чинчон (ісп. Chinchón) — муніципалітет в Іспанії, у складі автономної спільноти Мадрид. Населення — 5344 особи (2010).
Муніципалітет розташований на відстані близько 38 км на південний схід від Мадрида.
На території муніципалітету розташовані такі населені пункти: (дані про населення за 2010 рік)
- Чинчон: 4637 осіб
- Нуево-Чинчон: 344 особи
- Лос-Коонарес: 58 осіб
- Лас-Кубільяс: 20 осіб
- Вальдемолінос: 0 осіб
- Вальгранде: 66 осіб
- Каміно-дель-Монтеро: 3 особи
- Хара-Альта: 2 особи
- Хара-Баха: 25 осіб
- Сото-Гутьєррес: 0 осіб
- Вальромеросо: 6 осіб
- Ла-Вега: 183 особи

## Демографія
Динаміка населення (INE ):

## Галерея зображень

Розташування муніципалітету у автономній спільноті Мадрид
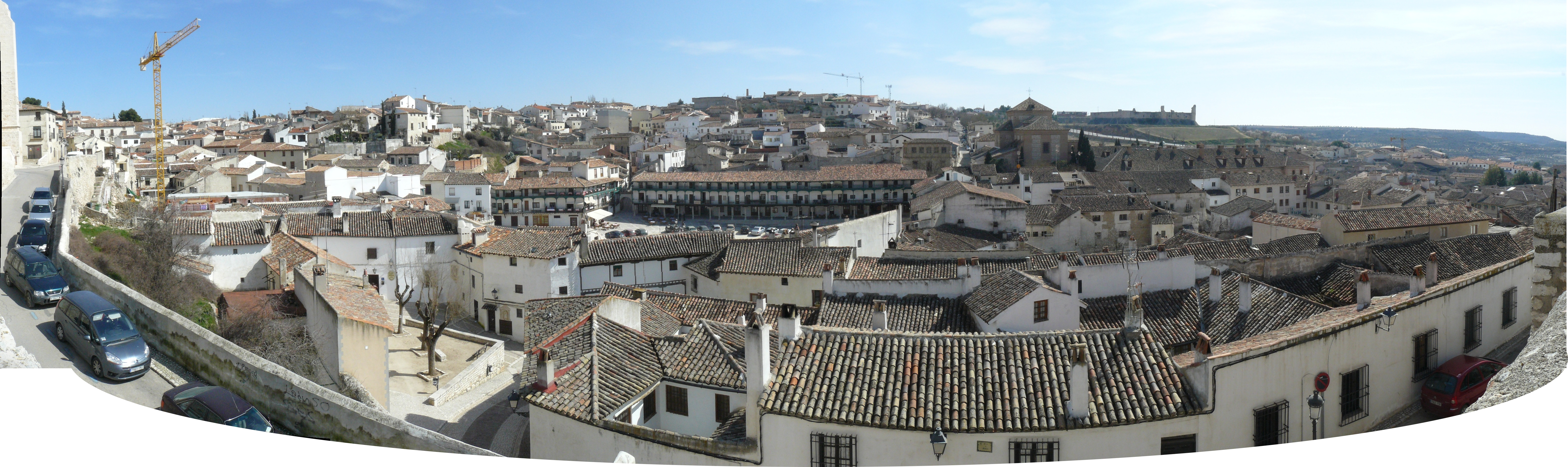
Чинчон
Центральна площа вночі
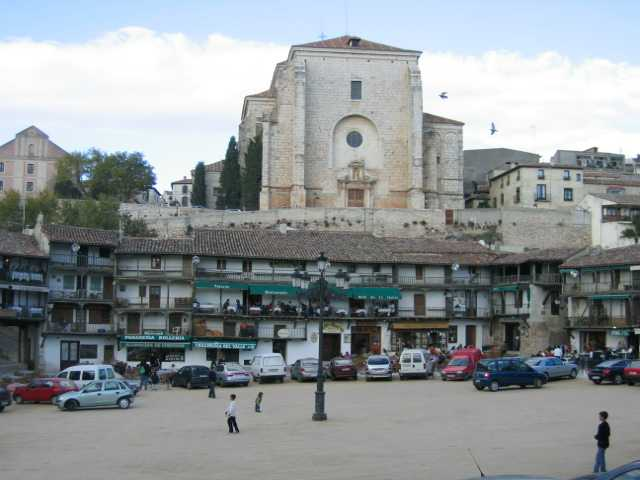
Центральна площа
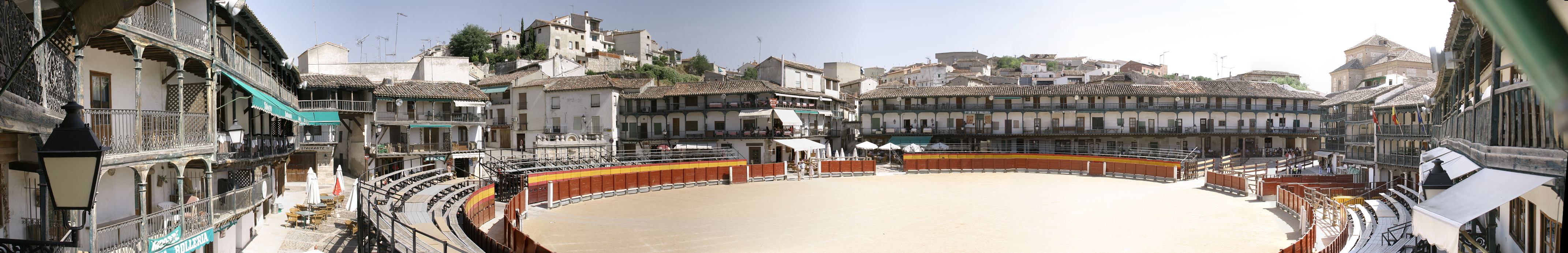
Пласа-де-Торос, Чинчон